# Huszti vár

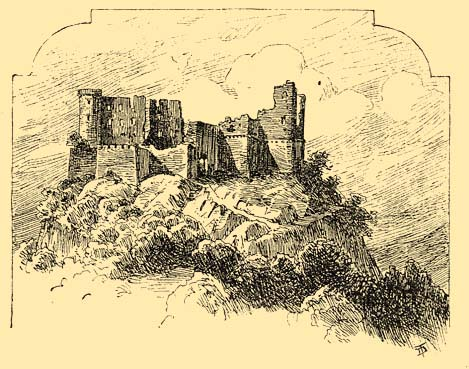
A huszti vár, Dörre Tivadar rajza

A huszti vár (ukránul: Хустський замок, átírással Husztszkij zamok) a középkori Magyarország egyik legerősebb és legjelentősebb vára volt. A várrom a mai Ukrajna területén található.
A 12. századtól fontos stratégiai szereppel bír, ellenőrzése alatt tartotta az aknaszlatinai sóbányákhoz vezető utat és több koronaváros védelmét is ellátta. A jól védhető várat a tatár, török, Habsburg csapatok többször ostromolták. 1541 után fokozatosan Erdélyi Fejedelemség kulcsfontosságú erődítményévé vált, urai mind előkelő erdélyi fejedelmek voltak. A Rákóczi-szabadságharc egyik központja, csak a szabadságharc bukása után jutott az osztrákok kezére. A császár utasítást adott a lerombolására, de ekkor még elkerülte sorsát. Végül 1766-ban a sok ostrom és hadi esemény viszonylatában jóval egyszerűbb ok végzett a várral. Villám sújtott a tornyába, mely után tűzvész keletkezett, a tűz elérte a lőporraktárt, ami felrobbanva maradandó sérüléseket okozott az épületben. A várat soha nem építették újjá.

## A vár alaprajza és szerkezete
„Huszt vára: Építője Ján Ezder nevű király volt. Az erdélyi királyokhoz tartozik, de mivel Felső-Magyarország földjén van, egy ideig Felső-Magyarország fejedelmének Kurusz Palatínusnak birtokában volt. Aztán Erdély uralkodója, Bethlen Gábor király Szulejmán khán engedélyével ezt a várat Kurusz Madsartól elvette s az oszmán erővel oly erős várrá tette, hogy ki éjnek idején meglátja, az ajka is remeg. Jelenleg németek vannak benne, őrei, fegyveresei mind németek, de Zolomi-oglunak birtoka. Vára a Hasszán-hegy tövében fekszik, falai erős tömések s Iszkander erődítményéhez hasonló erős vár, bástyájának magassága az égboltig ér. Külvárosának házai a vár nyugati oldalára néznek s egyik a másik fölött van. Palotáinak teteje színes cseréppel van fedve, a templomok tetejét ón fedi s a keresztek tiszta arannyal vannak bevonva úgy, hogy az ember szemei elbámulnak rajtuk. A szőlőknek, kerteknek vége nincs. Vize és levegője kellemes.
... Mikor a hídra léptünk, a várbéli katonaság százankint jött elő s ötünk fegyvereit is elszedték, szemeinket bekötötték s kezeinket megfogván, teljes száz lépcsőn vezettek fel. Mikor szemeinket felnyitották egy diván-khánenben találtuk magunkat s székekre ülve a Tisza síkságát, a Tisza-folyót, a hegyeket és a székében látszó városokat és falvakat szemléltük.” – Evlija Cselebi török világutazó az 1660-as évek elejéről származó írása a várról.
A vár stratégiailag fontos helyen, a Tisza és a Nagy-ág összefolyásánál emelkedő kúpos sziklán épült fel. Itt, Huszt mellett szakad ki a Tisza a Kárpátok öleléséből, sebes rohanása itt szelídül meg, s alakul át a kanyargó alföldi Tiszává. A huszti vár látta el a Toronyai-, a Légiós- és a Tatár-hágók védelmét, valamint biztosította a máramarosi só szállítási útvonalát.
A Vihorlát-Gutin-hegylánctól és az Avastól is teljesen különálló, mintegy 150 m magas sziklán épült vár szabálytalan kelet-nyugati irányban elnyúló alaprajzú volt. Védműveinek elrendezésével alkalmazkodott a helyi domborzati viszonyokhoz. A falak alapzatát a sziklába vájták, ahol azonban a fal a földdel érintkezett, ott cölöpsort vertek le, a cölöpök és a várfal közötti részt pedig rézsűszerűen feltöltötték. Így akadályozták meg a várfal kopását és nehezítették meg az ostromlók feladatát. Az erőd 160 m hosszúságával és 70 m szélességével igen nagy területű hegyi várnak számított. Az erősség alsó és felső önálló védelmi rendszerrel bíró vár volt. Az alsó várat háromszögletű bástyákkal erősítették meg, innen lehetett ellenőrizni a felső várba vezető utat. Itt voltak a lakó- és a gazdasági épületek, a börtön és a templom is. A felső várba vezető út végén egy 8 m mély árok húzódott, amelyen csak felvonóhídon lehetett átjutni. A felvonóhidat mindkét oldalról bástya védte.
A várba vezető út végén a hármas tagolású fő- (alsó) kapu áll, melyre bástya épült. Az utat a kétszintes Bubnуi (Kisvárta-) bástya tartotta ellenőrzés alatt, a bejárat biztonsága felett pedig balról a Nyári bástya, jobbról a háromszintes Ferdinánd-bástya őrködött. Az alsó várban a kis tér közepén állt egykor a református templom, a kaputól balról pedig laktanyák, gazdasági épületek sorakoztak egymás mellett. A főkapuval átellenes irányban, az alsó vár másik végében volt a középső vár kapuja. A középső vár falait három bástya védte. A kaputól számítva, balról az Emberfő-bástya, szemközt a Fabástya, jobbról a Nagyvárta-bástya állt. A középső várban volt a lőpormalom. A fellegvár középen volt a 74 m mély kút, mögötte víztároló ciszternák álltak. A fellegvár legnagyobb területét a palota foglalta el. Itt kapott még helyet a gabonaraktár, a várőrség laktanyája és a lőportorony is.
A Tisza egykor  a várhegy lábánál folyt. A várból alagutat építettek a folyóhoz, vízszerzés céljából. Ennek az alagútnak a kijáratánál épült a Régi Vár étterem. A Tisza partjáról nézve a várhegy oldalában a Trianon előtti időben látható volt a fenyőfákból kialakított Szent Korona. A cseh érában tüntették el az egykori Rákóczi-házat övező erdővel együtt.

## Története
A várról számos legenda és monda maradt fenn, ezek közül a legismertebb a huszti Vörös domb mondája.
Úgy tartják, hogy a tatárjárás idején a Kárpátok lábánál lévő várat Huszth nagyúr birtokolta. Mielőtt hadba indult Batu kán ellen, kislányát, Ilonát a nagyanyjához menekítette. Feleségét és fiát, Csabát pedig a várban hagyott csekély számú katonára bízta. A muhi csatavesztést sikerült ép bőrrel megúsznia, és sietett haza, hogy erős várában rejtőzzék el a tatár elől. Várát azonban a tatárok szétrombolták, nejét és fiát rabláncra fűzve magukkal vitték. Az úrnő a rabságot nem sokáig bírta, meghalt, a fiút pedig tatárként nevelték, fel. A kán udvarában egy ősz hajú öreg Csaba gyerekkori nyelvén sokat beszélt egy szép országról, ahol oly boldogan éltek az emberek. Rábírta a fiút, menjenek el ebbe az országba: Magyarországra.
Az eltelt 18 év alatt Huszth újjáépíttette várát, és megparancsolta, a vár környékén megjelenő minden tatárt azonnal végezzenek ki. Ilona szépséges kisasszonnyá lett. Testvérbátyja és édesanyja emlékét pedig csupán egy kápolna őrizte.
Az öreg és Csaba megérkeztek e földre. Az öreg, aki már nem is remélte szeretett hazájának viszontlátását, a nagy örömbe és boldogságba belehalt. A fiú épp eme vár melletti erdőben haladt el, amikor arra lett figyelmes, hogy egy hölgyre hatalmas szörnyeteg támadt. Bárdjával lekaszabolta a szörny fejét, s így megmentette annak a hölgynek az életét, akiről nem is sejtette, hogy saját húga. A hálás lány kérte, maradjon várukban egy ideig, Csaba pedig örömmel vette ezt. Kapcsolatuk egyre jobban elmélyült, de az ármány az egyik tisztviselő személyében mindig követte a két fiatalt. Egy alkalommal, amikor Csaba elmondta a leánynak, hogy ő tulajdonképpen tatár, a fiú válláról félrecsúszott a ruha, és a leány megpillantotta a vállán azt az anyajegyet, mely a családjuk sajátossága volt. Ilyen anyajegy ékeskedett Ilona vállán is. A féltékeny és gonosz tisztviselő meghallván, hogy az ő ellenlábasa tatár, azonnal hívta bakóit, és a vadászaton lévő Huszth távollétében elrendelte az ifjú kivégzését. Hiába siránkozott Ilona, aki már megbizonyosodott az igazságról, a fiú feje porba hullott. A hazaérkező Huszth önnön szemével győződött meg arról, hogy parancsával saját fia halálát okozta. Halott gyermeke mellett nem látta életének további értelmét, és tőrét maga ellen fordította. Fájdalmában Ilona megőrült, és örökre a sötét erdőkbe menekült. Alkonyatkor jár csak vissza az ártatlanul kiomlott vértől vörössé vált dombra, hogy hajnalig tartó zokogással figyelmeztessen mindenkit erre a tragédiára.
A mondák szerint a várat 1090-ben, Szent László korában kezdték építeni, és 1191-ben, III. Béla idején fejezték be. Erről azonban okiratok nem tanúskodnak. Legvalószínűbb, hogy a tatárjárás után, a várhegy csúcsán épült 25x14 m-es őr- és lakótorony képezte a vár magvát, mely köré felhúzták a későbbi fellegvár épületeit és erődfalait. A vár első írásos említése 1353-ból való. A huszti vár rendkívül nagy stratégiai jelentősége volt, ellenőrzése alatt tartotta az aknaszlatinai sóbányákhoz vezető utat, védte az ellenségek ellen Huszt, Visk, Técső, Hosszúmező és Máramarossziget koronavárosokat. A várhoz öt falu tartozott: Iza, Száldobos, Bustyaháza, Talaborfalva és Dulfalva.
1393-ban Zsigmond király a Drágffyaknak, Balk és Drág oláh vajdák leszármazottjainak adományozta a várat. 1405-ben azonban már újra királyi birtok, melyet a Perényiek béreltek. Később Hunyadi János, majd Mátyás király tulajdonában volt. Mátyás király Huszt várát az 1480-as években feleségének, Beatrixnek ajándékozta. 1511-ben újra a Perényieké.
A mohácsi vész után az Erdélyi Fejedelemség kulcsfontosságú vára volt. 1541-ben, miután I. Ferdinánd csapatai elfoglalták, Habsburg fennhatóság alá került. 1550–1552-ben a vár felújítását itáliai építészek irányították. A fellegvár és a középső vár falai szinte a sziklából „nőttek ki”, melyeket faragott kváderkövekből építettek. Ekkor épült a déli oldalon a Ferdinánd-bástya és a kapubástya, a keletre néző Bubnói (Kisvárta-) bástya, az északkeleti oldalon a Nagyvárta-, északon a Fabástya, a nyugati oldalon az Emberfő-bástya. A bástyák megtervezésénél fontos szempont volt a szembe tüzelésnél jóval hatásosabb oldaltüzelés biztosítása.

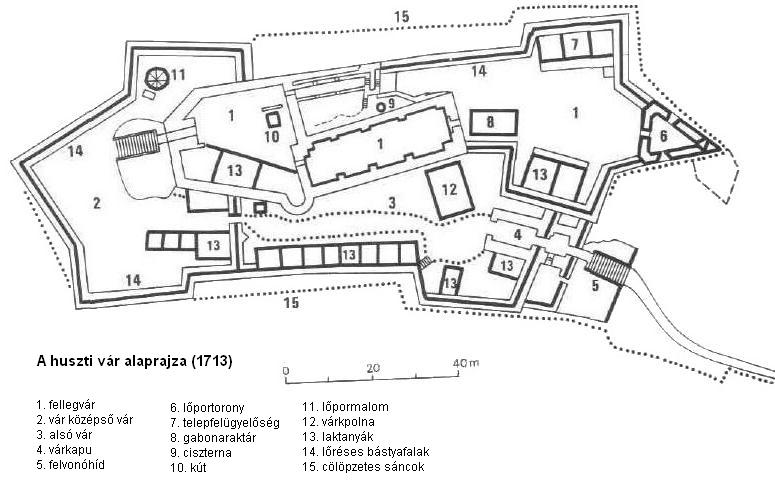
A huszti vár alaprajza

1555-ben Báthori András 800 fős csapata zárta körül. Kút hiányában a vízellátást egy ciszterna biztosította, de az élelem is fogytán volt; ráadásul járvány tizedelte a védőket, akik 1556. január 26-án feladták a várat. 1557-től a vár ismét az erdélyi fejedelmeké lett. 1567-ben Schwendi Lázár, Felső-Magyarország császári főkapitánya előbb körülzárta a várat, majd értesülve János Zsigmond törökökkel megerősített seregének közeledtéről, meghátrált. Az 1570-es speyeri egyezmény értelmében a vár császári kézbe ment át. 1572-ben Hagymási Kristóf azért, hogy ő maradhasson a várkapitány, átadta az Erdélyi Fejedelemségnek. 1594-ben a Toronyai-hágónál betörő krimi tatár sereg ajándékok fejében lemondott a vár ostromáról, és tovább vonult. 1579-ben Kornis Gáspár megerősítve a vár védelmi rendszerét, kialakította annak végleges formáját. Ekkor épült terméskő és oltatlan mész kötésével a Nyári bástya valamint a hármas rendszerű fő- (alsó) kapu.
1599-től II. Rudolf császár birtokolta, ezért 1605-ben Bocskai szabadságharcosai körülzárták. A kiéheztetett védők a várat feladták, és az 1606-os bécsi béke értelmében az Erdélyi Fejedelemséghez került. Bocskai István végrendeletében Drugeth Bálintnak adományozta. 1613-ban a vár újra a császáriak kezébe került. 1615-ben Bethlen Gábor tulajdonába ment át, ő pedig öccsének, Bethlen Istvánnak ajándékozta, aki többnyire a huszti várban élt. A várban díszes palotát rendeztetett be, megerősíttette a falakat, és a védműrendszer elé, ahol a várfalak földes résszel érintkeztek, palánkot állíttatott. Bethlen István Máramaros örökös főispánja lett.
1636-ban I. Rákóczi György vette ostrom alá, de nem sikerült elfoglalnia. Bethlen István halála után Bethlen Druzsina révén férjére, Rhédey Ferencre szállt a vár. 1657-ben Lubomirsky lengyel fővezér volt kénytelen felhagyni a vár ostromával. 1661-ben a betörő tatárokat a várból kirohanó őrség meglepetésszerű támadása meghátrálásra kényszerítette. 1667-ban Rhédei halálával a vár a kiskorú Thököly Imrére szállt. 1671-ben egy nagy vihar megrongálta a palota tetőszerkezetét, három helyen villámcsapás érte. 1673-ban I. Apafi Mihály kisajátította a várat. 1688-ban a nagyszebeni megállapodás értelmében Antonio Caraffa császári tábornok vonult be a várba. 1692-ben a várkapitány gondatlansága következtében a felső várban a felrobbant puskapor több épületben nagy károkat okozott. Az épületek kijavítására 1699-ben került sor.
1701-ben II. Apafi Mihály eladta I. Lipót császárnak. 1703 augusztusában II. Rákóczi Ferenc bevette Huszt várát. A vár bevételéről több legenda is született, ezek közül az egyik legismertebb Jókai Mór tollából származik, melynek címe: A huszti beteglátogatók. Tény, hogy a vár fondorlatos úton került Rákóczi kezére. A fejedelem oldalára átállt máramarosi nemes, Ilosvay Imre álruhában jutott be a várba. Fellázította az évek óta elmaradt zsoldjuk miatt elégedetlen őrséget. Az őrség a sikkasztó parancsnokot megölte, és a várat feladta. A vár és császári helyőrsége már nem állta útját annak, hogy a vármegye nemessége hűségesküt tegyen a Nagyságos Fejedelemnek.
1706-ban a felső vár palotáját újból vihar dúlta. A szabadságharc idején, 1709-ben, a várhegy alján állt Rákóczi-házban országgyűlést tartottak. 1711-ben II. Rákóczi Ferenc a lengyelországi Sztrijből helyettesét, Károlyi Sándort azzal bízta meg, hogy a rendek gróf Pálffy János békefeltételeit Huszton összeülve vitassák meg. A fejedelem nem tudott személyesen részt venni a rendi gyűlésen, melyet Károlyi végül Szatmárba tett át, ahol április 20-án a rendek elfogadták a békefeltételeket. 1711. május 12-én báró Acton a császári csapatok élén bevonult a várba. A huszti vár a szabadságharc után a császári helyőrség állomáshelye volt.
1717-ben a betörő tatárok elkerülték a huszti várat, de a várőség a környék népével összefogva szeptember 3-án a Borsai-hágónál megütközött velük. A csatában mintegy 6000 tatár esett el, és kb. 6000 foglyot kiszabadítottak.
Az egyre elhanyagoltabb vár 1748. július 21-én vihartól szenvedett. Mária Terézia elrendelte helyreállítását, de a főispán az erődítmény rozoga állapota miatt lemondott annak felújításáról. 1750-ben fegyverzetének nagy részét leszerelték, és Kassára valamint Nagyváradra szállították el.
Utolsó várnagyának, Gervay Péternek bekövetkezett halála után néhány hónappal, 1766. július 3-án a várat este 3 villámcsapás érte. Kigyulladt a tető, lángba borultak az épületek, és a leszakadó, égő gerendák eltorlaszolták a kaput. A vár lakóinak jelentős része a romok között lelte halálát. A vár romba dőlt.
1773-ban II. József megszemlélte a várat, és nem járult hozzá újjáépítéséhez. A helyőrséget a munkácsi várba telepítették át, és az udvar engedélyezte köveinek felhasználását a római katolikus templom építésénél. Utolsó épen maradt bástyája 1798 nyarán dőlt le.
Ma a várat szinte teljesen benőtte a növényzet, viszont romos állapotában is nagyszerű látványt nyújt.